# Bicava diversicollis
Bicava diversicollis is een keversoort uit de familie schimmelkevers (Latridiidae). De wetenschappelijke naam van de soort is voor het eerst geldig gepubliceerd in ja door Marie Joseph Paul Belon,1884.